# Софија Алексејевна
Софија Алексејевна (рус. Софья Алексеевна; Москва, 27. септембар 1657 — Москва 14. јул 1704) је била ћерка руског цара Алексеја I, регент Руског царства позната по одлучности, није оклевала да употреби и насилне мере да спроведе своју политику.

## Биографија
Рођена је у првом браку цара Алексеја и Марије Милославскаје. Школовала се код Симеона Полоцког. Након смрти свог брата Фјодора III се изненада укључила у политичке воде, покушавајући да спречи млађег брата Петра да прескочи старијег брата Ивана на трону. Софија се појавила на политичкој сцени током тих борби унутар династије Романов. Софија је можда деловала у интересу њеног брата Фјодора, али многи историчари тврде да је он владао под проктекторатом своје сестре Софије. Посебно јер постоје индиције да је Фјодор био због лошег здравља слаб по природи. Искористила је своје везе и вештим сплеткарењем обезбедила је себи регенство. Још за Фјодорова живота она се спријатељила са Василијем Голицином, једним од најобразованијих људи свога времена.

### Борба за власт и регентство
Пошто је Алексеј имао две жене па су обе струје желеле да буду наследнице престола. Струја Марије Милославскаје, Софијине мајке, је иницирала Московску побуну 1682. како би се позиционирала у власти. Промовисала је њеног брата Ивана као легитимног наследника престола, покушавала је да убеди патријарха и бољаре да промене скорашњу одлуку о крунисању краља Петра. Инсистирала је на томе да је Петров избор био противу закона монархије прескочивши Ивана који је био следећи по реду и предложила је да Петар буде заједно на трону са Иваном. Након негативног одговора, она је потражила помоћ од Стрелаца, који су се насилно супроставили избору Петра за властодржца. Побуна Стрелаца је довела до тога да се успостави нова власт, са Иваном као старијим и Петром као млађим царом. Софија Алексејевна је проглашена за савладарку са титулом регенткиње, с обзиром да су њена браћа били малолетни. Тих година наводно је била у некој вези са принцом Голитцином, и њега је поставила за начелника спољних послова уместо убијеног Долгорукова. Стрелци су због помоћи добили по 10 дуката титулу дворске пешадије. А Петар, иако је формално био владар, је био скрајнут и са својом мајком Наталијом је живео од врло скромних Софијиних донација. Толико скромних да је Наталија морала да потражи помоћ у свештенству.
Одмах након ступања на власт, Софија је била у проблему јер су Стрелци желели да више учествују у власти. Ипак Софија их је вешто потиснула, чак и погубила неке вође. Током седам година као регент, ослабила је политику притварања сељака због чега је била на удару племића. Трудила се да унапреди војску. На пољу спољне политике најзначајнији је мировни споразум са Пољском 1686. године као и Кримска кампања против Турске. Иако је цариградски патријарх одвраћао од тог похода, јер се бојао да се султан не освети на православном становништву Турске. Први Голицинов поход претрпео је потпун пораз. Голицин је био приморан да припреми други поход. Поучен искуством, он одлучује да га предузме у пролеће, када степе обилују водом и травом. Уместо да се бори, он ступа у преговоре са кримским ханом и враћа се натраг, пошто му је погинуло 20.000 а заробљено 15.000 од 100.000 људи. Са друге стране Голицин је потписао споразум са Кином којим се утврђује граница на реци Амур. Без обзира на сва достигнућа и даље је владало огромно неповерење од племства. Голицин је неоспорно био образованији од Петра, али није имао чврсту вољу као Петар који је тешко писао и правио много правописних грешака, али је размишљао практично и вешто руковао свим средствима у циљу реформе. Софија је за то време сањала да ступи у брак са Голицином, како би себи обезбедила и царску титулу.

### Пад са власти и смрт
Како је Петар растао његова моћ је била све већа. Већ са 16 година је захтевао од Голтицина да га извештава о свим стварима, а породица друге Алексејеве жене Наришкин је припремала дуго очекиван долазак на власт. Софија је била немоћна да спречи ову промену и постепено одузимање контроле. Кримски кампања против Турске у који је Голицин послао око 100.000 људи, је додатно угрозио њену позицију јер је дошло до немира у Москви. Тензија између две фракције је расла све док Петар није напунио 17 година, када је Наталија Наришкина тражила смену Софије. Она је покушала да преко бољара и патријарха учини нешто против тога, међутим Петар је био одлучан. Била је ухапшена и послата у мнастир Новодевични. Десет година касније током одсуства Петра из земље покушала је уз помоћ Стрелаца да поново дође на власт. Али је ова побуна угушена невиђеном бруталношћу, када су лешеви побуњеника послагани испод Софијиних прозора. Након тога је била још у строжем притвору, дозовавајући јој само једну посету дневно. Умрла је у овом манастиру шест година касније 14. јула 1704.

## Породично стабло
|  |                                   |  |  |  |  |  |  |  |  |  |  |  |  |  |  |  |
|  | 16. Никита Романович              |  |  |  |  |  |  |  |  |  |  |  |  |  |  |  |
|  |                                   |  |  |  |  |  |  |  |  |  |  |  |  |  |  |  |
|  |                                   |  |  |  |  |  |  |  |  |  |  |  |  |  |  |  |
|  | 8. Патријарх Филарет              |  |  |  |  |  |  |  |  |  |  |  |  |  |  |  |
|  |                                   |  |  |  |  |  |  |  |  |  |  |  |  |  |  |  |
|  |                                   |  |  |  |  |  |  |  |  |  |  |  |  |  |  |  |
|  | 17. Варвара Ивановна              |  |  |  |  |  |  |  |  |  |  |  |  |  |  |  |
|  |                                   |  |  |  |  |  |  |  |  |  |  |  |  |  |  |  |
|  |                                   |  |  |  |  |  |  |  |  |  |  |  |  |  |  |  |
|  | 2. Михаил I Фјодорович            |  |  |  |  |  |  |  |  |  |  |  |  |  |  |  |
|  |                                   |  |  |  |  |  |  |  |  |  |  |  |  |  |  |  |
|  |                                   |  |  |  |  |  |  |  |  |  |  |  |  |  |  |  |
|  | 18. Иван Васиљевич Шестов         |  |  |  |  |  |  |  |  |  |  |  |  |  |  |  |
|  |                                   |  |  |  |  |  |  |  |  |  |  |  |  |  |  |  |
|  |                                   |  |  |  |  |  |  |  |  |  |  |  |  |  |  |  |
|  | 9. Ксенија Шестова                |  |  |  |  |  |  |  |  |  |  |  |  |  |  |  |
|  |                                   |  |  |  |  |  |  |  |  |  |  |  |  |  |  |  |
|  |                                   |  |  |  |  |  |  |  |  |  |  |  |  |  |  |  |
|  | 2. Алексеј I Михајлович           |  |  |  |  |  |  |  |  |  |  |  |  |  |  |  |
|  |                                   |  |  |  |  |  |  |  |  |  |  |  |  |  |  |  |
|  |                                   |  |  |  |  |  |  |  |  |  |  |  |  |  |  |  |
|  | 20. Степан Андрејевич Шестов      |  |  |  |  |  |  |  |  |  |  |  |  |  |  |  |
|  |                                   |  |  |  |  |  |  |  |  |  |  |  |  |  |  |  |
|  |                                   |  |  |  |  |  |  |  |  |  |  |  |  |  |  |  |
|  | 10. Лукијан Степанович Стрешњов   |  |  |  |  |  |  |  |  |  |  |  |  |  |  |  |
|  |                                   |  |  |  |  |  |  |  |  |  |  |  |  |  |  |  |
|  |                                   |  |  |  |  |  |  |  |  |  |  |  |  |  |  |  |
|  | 3. Јевдокија Стрешнева            |  |  |  |  |  |  |  |  |  |  |  |  |  |  |  |
|  |                                   |  |  |  |  |  |  |  |  |  |  |  |  |  |  |  |
|  |                                   |  |  |  |  |  |  |  |  |  |  |  |  |  |  |  |
|  | 22. Константин Волконси           |  |  |  |  |  |  |  |  |  |  |  |  |  |  |  |
|  |                                   |  |  |  |  |  |  |  |  |  |  |  |  |  |  |  |
|  |                                   |  |  |  |  |  |  |  |  |  |  |  |  |  |  |  |
|  | 11. Ана Константиновна Волонскаја |  |  |  |  |  |  |  |  |  |  |  |  |  |  |  |
|  |                                   |  |  |  |  |  |  |  |  |  |  |  |  |  |  |  |
|  |                                   |  |  |  |  |  |  |  |  |  |  |  |  |  |  |  |
|  | 1. Софија Алексејевна             |  |  |  |  |  |  |  |  |  |  |  |  |  |  |  |
|  |                                   |  |  |  |  |  |  |  |  |  |  |  |  |  |  |  |
|  |                                   |  |  |  |  |  |  |  |  |  |  |  |  |  |  |  |
|  | 6. Иља Данилович Милославски      |  |  |  |  |  |  |  |  |  |  |  |  |  |  |  |
|  |                                   |  |  |  |  |  |  |  |  |  |  |  |  |  |  |  |
|  |                                   |  |  |  |  |  |  |  |  |  |  |  |  |  |  |  |
|  | 3. Марија Милославскаја           |  |  |  |  |  |  |  |  |  |  |  |  |  |  |  |
|  |                                   |  |  |  |  |  |  |  |  |  |  |  |  |  |  |  |
|  |                                   |  |  |  |  |  |  |  |  |  |  |  |  |  |  |  |
|  | 7. Екатарина Фјодоровна Нербекова |  |  |  |  |  |  |  |  |  |  |  |  |  |  |  |
|  |                                   |  |  |  |  |  |  |  |  |  |  |  |  |  |  |  |
|  |                                   |  |  |  |  |  |  |  |  |  |  |  |  |  |  |  |